# Halleh Ghorashi
Halleh Ghorashi, también deletreado Ghoreishi, (Teherán, 30 de julio de 1962) es una antropóloga de origen iraní que vive en los Países Bajos. De 2005 a 2012, ocupó la cátedra PaVEM de Gestión de la Diversidad y la Integración en el Departamento de Ciencias de la Organización de la Universidad Libre de Ámsterdam. En 2008, fue reconocida con el Prize de Triomf.

## Trayectoria
Ghorashi nació en 1962 en Teherán. Creció en Irán y llegó a los Países Bajos en 1988 como refugiada política. Estudió antropología cultural en la Universidad Libre de Ámsterdam y se doctoró en la Universidad Radboud de Nimega en mayo de 2001, con una tesis doctoral titulada Ways to Survive, Battles to Win: Iranian Women Exiles in the Netherlands and the U.S. (Maneras de sobrevivir, batallas que ganar: mujeres iraníes exiliadas en los Países Bajos y Estados Unidos). En 2005, fue nombrada profesora, y en 2006 se convirtió en la primera titular de la cátedra de Gestión de la Diversidad y la Integración, dotada por el PaVEM, el Comité del Gobierno holandés para la Participación de las Mujeres de Grupos Étnicos Minoritarios. Su inauguración contó con la presencia de la Princesa Máxima de Holanda, presidenta del PaVEM, y tuvo una amplia cobertura en los medios de comunicación holandeses.
En 2008, Ghorashi fue coorganizadora de una conferencia sobre la diáspora musulmana. Al año siguiente, en 2009, fue la portavoz en una protesta frente al Binnenhof, el edificio del Parlamento holandés. Es reconocida como defensora de un pensamiento político más inclusivo, que contrarresta el clima político holandés de principios del siglo XXI, con su fuerte discurso populista y antiislámico. En sus discursos e intervenciones, sostiene que cuando los inmigrantes son difamados y excluidos del debate político no se puede esperar su integración en la sociedad holandesa.

## Reconocimientos
En 2008, fue reconocida con el Prize de Triomf. Posteriormente, en 2010, la revista feminista holandesa Opzij la incluyó en la lista de las mujeres más poderosas de los Países Bajos.
Ghorashi fue elegida miembro de la Real Academia de Artes y Ciencias de los Países Bajos en 2020.

## Publicaciones

### Libros
- Ways to Survive, Battles to Win: Iranian Women Exiles in the Netherlands and the US. New York: Nova Science, 2003. ISBN 978-1-59033-235-1.[13]
- The Transnational Construction of Local Conflicts and Protests Nijmegen : Stichting Focaal, 2006. OCLC 603051165
- (with Sharam Alghasi & Thomas Hylland Eriksen) Paradoxes of cultural recognition : perspectives from Northern Europe Ashgate, 2009. ISBN 978-0-7546-9585-1.
  - Review, by Dix Eeke, in Nations and Nationalism, 16, no. 1 (2010): 192-194.
- (ed. with Haideh Moghissi) Muslim Diaspora in the West : Negotiating gender, home and belonging. Ashgate, 2010. ISBN 978-1-4094-0287-9.

### Investigaciones

#### 1990
- "Iranian Islamic and Secular Feminists: Allies or Enemies?" Series: Occasional paper (Middle East Research Associates), 27. 1996.

#### 2000
- Ghorashi, Halleh (June 2005). «Agents of change or passive victims: the impact of welfare states (the case of the Netherlands) on refugees». Journal of Refugee Studies 18 (2): 181-198. doi:10.1093/refuge/fei020.
- Ghorashi, Halleh (August 2005). «When the boundaries are blurred». European Journal of Women's Studies 12 (3): 363-375. S2CID 144772959. doi:10.1177/1350506805054275.

#### 2010
- With: Szepietowska, E. (2010). "Diversiteit is niet alleen kleur in organisaties Archivado el 21 de febrero de 2014 en Wayback Machine.. Diversiteitsbeleid en –praktijk in de Nederlandse Goede Doelen Organisaties". Utrecht: UAF.
- With: ten Holder, F. (2012). "Kleine stappen van grote betekenis: een nieuw perspectief op humane opvang van asielzoekers Archivado el 21 de febrero de 2014 en Wayback Machine." Amsterdam: Stichting de Vrolijkheid.
- With: Sabelis, Ida (March 2013). «Juggling difference and sameness: Rethinking strategies for diversity in organizations». Scandinavian Journal of Management 29 (1): 78-86. doi:10.1016/j.scaman.2012.11.002.
- With: Ponzoni, Elena (2014). «Reviving agency: taking time and making space for rethinking diversity and inclusion» [Wedergeboorte van agency: scheppen van tijd en ruimte voor reflectie op diversiteit en insluiting]. European Journal of Social Work 17 (2): 161-174. S2CID 14982545. doi:10.1080/13691457.2013.777332.
- Ghorashi, Halleh (March–April 2014). «Bringing polyphony one step further: Relational narratives of women from the position of difference». Women's Studies International Forum 43: 59-66. doi:10.1016/j.wsif.2013.07.019.